# Sobrecarga informativa

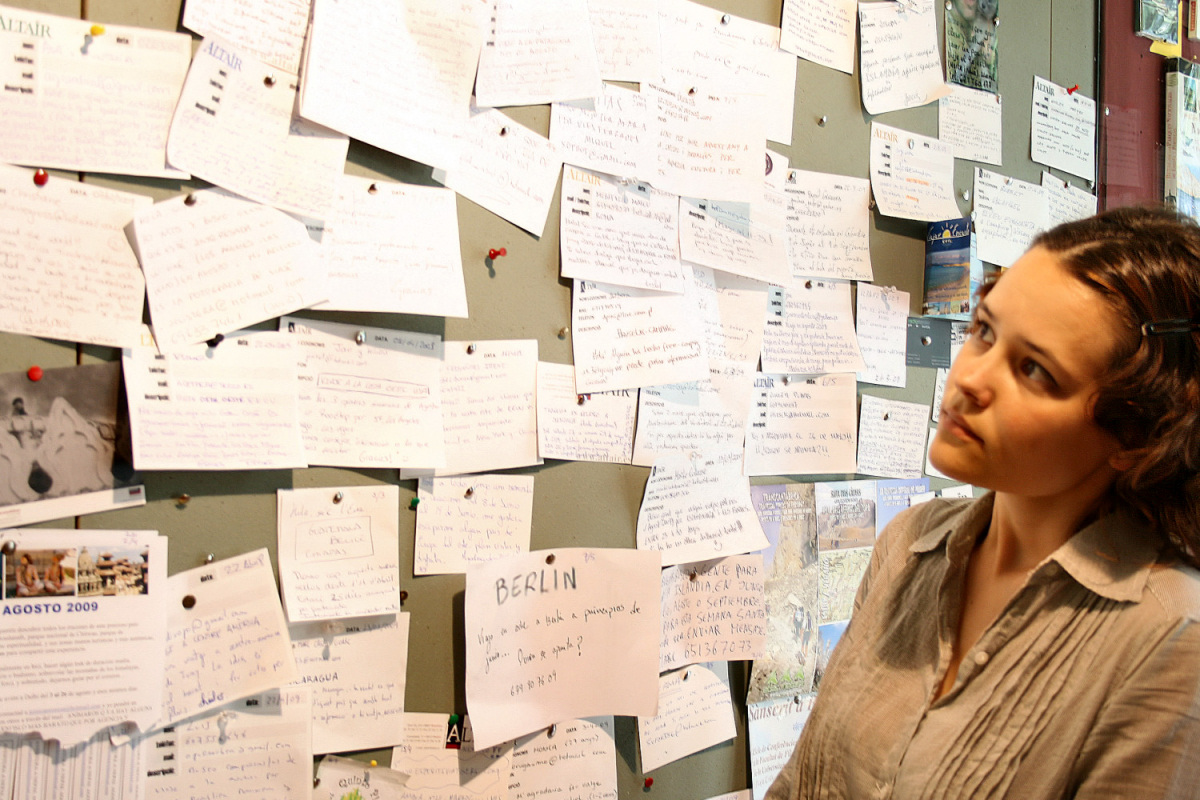

Se denomina sobrecarga informativa, infoxicación, infobesidad  o síndrome de sobrecarga informativa, a un concepto generalmente usado en conjunto con varias formas de comunicación por computadora tales como el correo electrónico. La sobrecarga informativa ocurre cuando la cantidad o la intensidad de información exceden la capacidad limitada de procesamiento del individuo, lo que puede provocar efectos disfuncionales.
Diversos síntomas se han asociado con este fenómeno, entre los que se encuentran: estrés, trabajo ineficiente, ignorar información y ser muy selectivo al elegir qué leer o ver (omisión de notas importantes), retraso al tomar decisiones, pérdida de control sobre la información, limitar las fuentes de búsqueda, rechazo de la recepción en la comunicación (por ejemplo, mediante expresiones faciales poco amistosas), falta de perspectiva general, mayor tolerancia al error, menor satisfacción laboral, confusión, ansiedad, tensión cognitiva, desmotivación, dificultad para seleccionar información relevante, asignación de menos tiempo a cada fuente de información,  análisis superficial de la información, desprecio por la información de baja prioridad, incapacidad para usar información en la toma decisiones (parálisis por análisis), pérdida de la diferenciación, sensación de pérdida de control que conduce a una interrupción en la comunicación, falta de evaluación crítica de la información (volverse demasiado crédulo), dedicar muy poco tiempo para asimilar la información, mala interpretación de la información, implementar estrategias de búsqueda de información poco sistemáticas, etc. Entendiendo que un síndrome es un complejo reconocible de signos y síntomas que indican una condición específica para la cual no se comprende necesariamente una causa directa, se ha planteado que el exceso de información que incide sobre las capacidades atencionales humanas puede provocar síntomas, que nos pueden llevar a sospechar una especie de síndrome de sobrecarga informativa.
En la vida cotidiana está en aumento la infoxicación, un afán por fotografiarlo y escribirlo todo, por comunicar constantemente; la cultura de Instagram, de Snapchat, de WhatsApp, de Facebook; un deseo irrefrenable por producir y reproducir imágenes de forma desenfrenada,  por guardarlo todo. Cada imagen, pensamiento, información y no sólo los individuos, sino también las empresas, los organismos públicos… clasificando y almacenando datos. Grandes cantidades de información histórica para analizar, una alta tasa de nueva información siendo añadida, contradicciones en la información disponible, una relación señal/ruido baja dificultando la identificación de información relevante para la decisión, o la ausencia de un método para comparar y procesar diferentes tipos de información pueden contribuir a este efecto. 
El término sobrecarga de información (del inglés information overload), fue acuñado en 1970 por Alvin Toffler en su libro Future Shock. Infoxicación es una palabra adecuada en español para referirse a una sobrecarga de información difícil de procesar.
La sobrecarga informativa también es llamada Infodemia y está asociado a la abundancia de la información que se recibe a través de la Tecnología y de las Redes Sociales. Es necesario revisar constantemente la entrada de información para seleccionar aquella que necesitamos.  

## Orígenes
El origen del concepto de infoxicación se remonta a 1999. Este término fue acuñado por el físico Alfons Cornellá, fundador de la consultora de nuevas tendencias Institute of the Next.
Por lo tanto, este concepto precede a la popularización de Internet y a la llegada masiva de los blogs o las redes sociales.
Aunque, sin lugar a duda, con la popularización de estas plataformas y el uso masivo de internet la sobrecarga de información es cada vez más palpable.
Además, la democratización del acceso a la información y, también, de la producción de contenidos han ayudado en buena medida a saturar de contenidos los distintos medios al alcance de los usuarios.
La infoxicación puede considerarse, por lo tanto, una enfermedad propia de la era digital.

## Causas
En el marco de la Sociedad de la Información existe una saturación informativa. La cantidad de documentos a disposición de la ciudadanía es muy amplia. Este vertiginoso incremento de un 30 % anual, según un estudio realizado por Peter Lyman y Hal Varian, de la School of Information Management and Systems, es debido en gran parte a un cambio en el pensamiento humano, un afán por clasificar y almacenar todo tipo de recuerdos, informaciones y fantasía mediante el despliegue de todos los medios a su alcance. Este fenómeno de producción de información que supera a su consumo se denomina "sobrecarga".
Según René Parisuaña, el volumen de conocimiento acumulado va en subida exponencial desde hace al menos un siglo y la información científica se duplica cada seis años.
Internet ha pasado en pocos años de ser una herramienta exclusiva de unas pocas universidades y organizaciones a introducirse en la mayoría de los hogares de clase media, quedando así al alcance de millones de personas en todo el mundo, a la vez que las empresas, que necesitaban un espacio donde intercambiar información y publicitar sus productos y servicios, aparecieron con fuerza en Internet.
El intercambio de archivos y descargas de la red también ha experimentado un crecimiento brutal. Los vídeos y música conseguidos mediante este medio, ocupan, según el informe antes mencionado, el 70 % de los discos duros de quienes practican esta actividad.
Debido a estas causas surge la oportunidad de las Fake news, bulos y comentarios que perjudican al conjunto de la sociedad (personas y entidades) provocando miedos e inseguridades y en casos extremos tomar medidas que atentan contra la salud (ej. lejía para prevenir la enfermedad en la pandemia de COVID-19 del año 2020 y siguientes).

## Problemas que derivan de esta sobrecarga
Así, nos encontramos hoy con una red sobresaturada, llena de información (muchas veces inútil, errónea o incompleta) y publicidad molesta e inservible (spam, banners, pop-ups).
En un entorno así, la búsqueda de informaciones concretas se hace dificultosa y la posterior clasificación de la información por su corrección, calidad, etc. conlleva mucho trabajo.
Las empresas son quienes mayores problemas tienen para encontrar la información que les es necesaria entre tantos millones de datos.
Una de las consecuencias de la sobrecarga informativa (factor Externo), es la ansiedad informacional (factor interno)   esta explosión de datos e información generan la imposibilidad y frustración de poder abordarlos, (segundo componente de ansiedad informacional), esto es debido al crecimiento exponencial de datos (Wurman,1991; Hartog, 2017 citado por Pineda, 2022, p.13) .
Según Abel Pérez Rojas, la infobesidad se ha convertido en una pandemia porque cumple con "dos de las cualidades esenciales: que afecte a más de un continente y que los casos sean transmitidos comunitariamente".

## Posibles soluciones para la sobrecarga informativa
Los expertos consideran extremadamente difícil y laboriosa la tarea de clasificar los millones de datos que la red contiene.
Estas son algunas de las actuales herramientas que se usan contra tal avalancha informativa:
- Los rastreadores de información: son unos programas capaces de rastrear en Internet y encontrar y clasificar la información que se busca (datamining). Se trata de tecnologías del sector de las ingenierías del contenido: que permiten la extracción y organización de datos que provienen de unidades de contenido sin estructurar (como sitios web o documentos de texto).

Estos programas son especialmente útiles en empresas y compañías que precisan diferenciar la información que les afecta de la que no, entre millones de datos existentes.
- Barras que suprimen ventanas emergentes: multitud de portales y sistemas operativos y exploradores para Internet ofrecen servicios de supresión automática de ventanas emergentes (banners), que normalmente contienen publicidad. El inconveniente de estos pequeños programas es que muchas veces eliminan también ventanas necesarias para la navegación por un sitio determinado, de manera que debe de habilitarse temporalmente esa opción.
- Clasificación del correo electrónico: se trata de un servicio para el correo electrónico que muchos portales ofrecen ya. Se trata de marcar ciertos mensajes de correo electrónico como publicidad o no deseados, evitando así recibirlos en la bandeja de entrada la siguiente vez. Esta clase de herramientas son muy útiles contra el llamado spam, o mensajes publicitarios masivos. Sin embargo, muchas veces, cuando alguien a quien no tenemos en nuestra lista de direcciones nos envía un correo, éste va a parar a estas sub-bandejas especiales, pudiendo perderlo.

## Aportes de la biblioteca
El bibliotecario sabe buscar, filtrar, seleccionar, organizar y difundir o distribuir a través de la red y las herramientas digitales contenidos de calidad y relevantes sobre un tema específico para una comunidad o grupo de influencia pero sin descuidar los criterios de selección, la perdurabilidad de los recursos y el matiz personal añadido. Es importante que el bibliotecario realice esta tarea porque es un peligro los alumnos naveguen por las redes sin ciertas habilidades, sin iniciar ciertas reflexiones, sin practicar destrezas como la selección, el filtrado, la organización o etiquetado.

## Uso del término infoxicación en español
Aunque a fecha de hoy (4/12/2020) el término infoxicación no está recogido en el Diccionario de la Real Academia Española, sin embargo la Fundéu aclara que "es una palabra adecuada para referirse a una sobrecarga de información difícil de procesar" La RAE, aunque lo relaciona con la entrada: intoxicación. Se trata de un neologismo que se refiere, en un entorno preferentemente digital, a la sobrecarga de información y sus efectos negativos.
Dado el uso cada vez más frecuente del término, ortográficamente no precisa ponerlo entre comillas ni marcarlo de ninguna otra manera, aunque se recomienda que se explique la primera vez que se usa en un escrito cuando se estima que los lectores no conocen su significado.